# U-20-Fußball-Weltmeisterschaft der Frauen 2006/Gruppe C
Resultate der Gruppe C der U-20-Fußball-Weltmeisterschaft der Frauen 2006:
| Pl. | Land        | Sp. | S | U | N | Tore    | Diff. | Punkte |
| --- | ----------- | --- | - | - | - | ------- | ----- | ------ |
| 1.  | Nordkorea   | 3   | 3 | 0 | 0 | 010:000 | +10   | 09     |
| 2.  | Deutschland | 3   | 2 | 0 | 1 | 015:300 | +12   | 06     |
| 3.  | Mexiko      | 3   | 1 | 0 | 2 | 005:150 | −10   | 03     |
| 4.  | Schweiz     | 3   | 0 | 0 | 3 | 002:140 | −12   | 0      |

## Schweiz – Mexiko 2:4 (1:3)
| Schweiz                                                        | Schweiz | Mexiko | Mexiko |
| -------------------------------------------------------------- | --- | --- | ------ |
| Schweiz                                                        | \| 18. August 2006 um 14:00 Uhr (MESZ) in Moskau (Dynamo-Stadion) \| \| Zuschauer: 3500 \| \| Schiedsrichterin: Tammy Ogston ( Australien) \| | \| 18. August 2006 um 14:00 Uhr (MESZ) in Moskau (Dynamo-Stadion) \| \| Zuschauer: 3500 \| \| Schiedsrichterin: Tammy Ogston ( Australien) \| | Mexiko |
| Schweiz                                                        | Gaëlle Thalmann - Caroline Abbé, Sandra Betschart (81. Maeva Sarrasin), Isabelle Kaufmann, Francesca Stillhard - Sandy Maendly (60. Camille Raemy), Isabelle Meyer, Martina Moser , Simone Zahno (62. Beatrice Burger) - Ramona Bachmann, Vanessa Bürki Cheftrainer: Claudio Taddei | Anjuli Ladron - Maria de Lourdes Gordillo , Nancy Gutierrez, Leticia Villalpando, Isabel Valdez - Christine Nieva (76. Janet Mendez), Rebecca Juarez, Tania Morales, Areli Martinez (83. Janelly Farias) - Monica Ocampo, Charlyn Corral Cheftrainer: Leonardo Cuellar | Mexiko |
| Schweiz                                                        | 1:0 Vanessa Buerki (12.) 2:3 Vanessa Buerki (65.) | 1:1 Charlyn Corral (15.) 1:2 Maria de Lourdes Gordillo (30.) 1:3 Charlyn Corral (45.+2') 2:4 Monica Ocampo (90.+2') | Mexiko |
| Schweiz                                                        | Nancy Gutierrez (39.) | | Mexiko |
| 18. August 2006 um 14:00 Uhr (MESZ) in Moskau (Dynamo-Stadion) | | |        |
| Zuschauer: 3500                                                | | |        |
| Schiedsrichterin: Tammy Ogston ( Australien)                   | | |        |

## Nordkorea – Deutschland 2:0 (1:0)
| Nordkorea                                                      | Nordkorea | Deutschland | Deutschland |
| -------------------------------------------------------------- | --- | --- | ----------- |
| Nordkorea                                                      | \| 18. August 2006 um 17:00 Uhr (MEsZ) in Moskau (Dynamo-Stadion) \| \| Zuschauer: 700 \| \| Schiedsrichterin: Fatou Gaye ( Senegal) \|                                                                             | \| 18. August 2006 um 17:00 Uhr (MEsZ) in Moskau (Dynamo-Stadion) \| \| Zuschauer: 700 \| \| Schiedsrichterin: Fatou Gaye ( Senegal) \| | Deutschland |
| Nordkorea                                                      | Jon Myong Hui - Ri Song Sim, Hong Myong Gum , Ri Un-hyang, Ri Jin Ok - Jo Yun Mi, Kim Chun Hui, Kim Song Hui (31. Ri Un Suk), Kim Kyong Hwa - Jong Pok Hui (59. O Kum Hui), Kil Son Hui Cheftrainer: Choe Kwang Sok | Romina Holz - Carolin Schiewe, Babett Peter, Juliane Hoefler - Meike Weber, Fatmire Bajramaj, Lena Goessling (65. Nadine Kessler), Célia Okoyino da Mbabi - Simone Laudehr (72. Anna Blaesse), Lydia Neumann (56. Monique Kerschowski), Juliane Maier Cheftrainerin: Maren Meinert | Deutschland |
| Nordkorea                                                      | 1:0 Jong Pok Hui (35.) 2:0 Jo Yun Mi (70.) | | Deutschland |
| Nordkorea                                                      | Jo Yun Mi (57.), O Kum Hui (63.) | Carolin Schiewe (89.) | Deutschland |
| 18. August 2006 um 17:00 Uhr (MEsZ) in Moskau (Dynamo-Stadion) | | |             |
| Zuschauer: 700                                                 | | |             |
| Schiedsrichterin: Fatou Gaye ( Senegal)                        | | |             |

## Mexiko – Deutschland 1:9 (0:5)
| Mexiko                                                        | Mexiko | Deutschland | Deutschland |
| ------------------------------------------------------------- | --- | --- | ----------- |
| Mexiko                                                        | \| 21. August 2006 um 14:00 Uhr (MEZ) in Moskau (Dynamo-Stadion) \| \| Zuschauer: 500 \| \| Schiedsrichterin: Gyöngyi Gaál ( Ungarn) \| | \| 21. August 2006 um 14:00 Uhr (MEZ) in Moskau (Dynamo-Stadion) \| \| Zuschauer: 500 \| \| Schiedsrichterin: Gyöngyi Gaál ( Ungarn) \| | Deutschland |
| Mexiko                                                        | Anjuli Ladron - Maria de Lourdes Gordillo , Nancy Gutierrez, Leticia Villalpando, Isabel Valdez, Janelly Farias (32. Norma Mendez) - Christine Nieva, Rebecca Juarez - Monica Ocampo (64. Monique Cisneros), Nancy Gandarilla, Jackie Acevedo (46. Charlyn Corral) Cheftrainer: Leonardo Cuellar | Romina Holz - Monique Kerschowski, Babett Peter, Janina Haye - Fatmire Bajramaj (59. Ann-Christin Angel), Lena Goessling, Nadine Kessler (59. Jennifer Oster), Célia Okoyino da Mbabi - Simone Laudehr, Anna Blaesse, Juliane Maier (56. Josephine Schlanke) Cheftrainerin: Maren Meinert | Deutschland |
| Mexiko                                                        | 1:7 Monique Cisneros (76.) | 0:1 Célia Okoyino da Mbabi (24.) 0:2 Fatmire Bajramaj (29.) 0:3 Nadine Kessler (31.) 0:4 Anna Blaesse (37.) 0:5 Anna Blaesse (44.) 0:6 Simone Laudehr (49.) 0:7 Juliane Maier (58.) 1:8 Jennifer Oster (77.) 1:9 Anna Blaesse (84.)                                                       | Deutschland |
| Mexiko                                                        | Monique Kerschowski (75.) | | Deutschland |
| 21. August 2006 um 14:00 Uhr (MEZ) in Moskau (Dynamo-Stadion) | | |             |
| Zuschauer: 500                                                | | |             |
| Schiedsrichterin: Gyöngyi Gaál ( Ungarn)                      | | |             |

## Schweiz – Nordkorea 0:4 (0:1)
| Schweiz                                                       | Schweiz | Nordkorea | Nordkorea |
| ------------------------------------------------------------- | --- | --- | --------- |
| Schweiz                                                       | \| 21. August 2006 um 17:00 Uhr (MEZ) in Moskau (Dynamo-Stadion) \| \| Zuschauer: 600 \| \| Schiedsrichterin: Shane de Silva ( Trinidad und Tobago) \| | \| 21. August 2006 um 17:00 Uhr (MEZ) in Moskau (Dynamo-Stadion) \| \| Zuschauer: 600 \| \| Schiedsrichterin: Shane de Silva ( Trinidad und Tobago) \|                                                                               | Nordkorea |
| Schweiz                                                       | Gaëlle Thalmann - Caroline Abbé, Sandra Betschart, Barbara Beutler, Isabelle Kaufmann (77. Maeva Sarrasin), Flavia Schwarz (83. Camille Raemy) - Vanessa Bernauer (87. Beatrice Burger), Isabelle Meyer, Martina Moser - Ramona Bachmann, Vanessa Bürki Cheftrainer: Claudio Taddei | Jon Myong Hui - Ri Song Sim, Hong Myong Gum , Ri Un-hyang, Ri Jin Ok - Jo Yun Mi (48. Kim Song Hui), Kim Chun Hui, Kim Kyong Hwa - Ri Un Suk (35. Kim Ok Sim), Jong Pok Hui (65. O Kum Hui), Kil Son Hui Cheftrainer: Choe Kwang Sok | Nordkorea |
| Schweiz                                                       | 0:1 Jong Pok Hui (45.) 0:2 Kim Ok Sim (50.) 0:3 Kim Song Hui (78.) 0:4 Kim Song Hui (80.) | | Nordkorea |
| Schweiz                                                       | Flavia Schwarz (55.) | | Nordkorea |
| 21. August 2006 um 17:00 Uhr (MEZ) in Moskau (Dynamo-Stadion) | | |           |
| Zuschauer: 600                                                | | |           |
| Schiedsrichterin: Shane de Silva ( Trinidad und Tobago)       | | |           |

## Deutschland – Schweiz 6:0 (3:0)
| Deutschland                                                              | Deutschland | Schweiz | Schweiz |
| ------------------------------------------------------------------------ | --- | --- | ------- |
| Deutschland                                                              | \| 24. August 2006 um 14:00 Uhr (MEZ) in St. Petersburg (Petrowski-Stadion) \| \| Zuschauer: 300 \| \| Schiedsrichterin: Dianne Ferreira-James ( Guyana) \| | \| 24. August 2006 um 14:00 Uhr (MEZ) in St. Petersburg (Petrowski-Stadion) \| \| Zuschauer: 300 \| \| Schiedsrichterin: Dianne Ferreira-James ( Guyana) \| | Schweiz |
| Deutschland                                                              | Romina Holz - Monique Kerschowski, Babett Peter, Carolin Schiewe (46. Juliane Hoefler) - Fatmire Bajramaj, Lena Goessling (67. Meike Weber), Nadine Kessler, Célia Okoyino da Mbabi - Simone Laudehr, Anna Blaesse, Juliane Maier (56. Corina Schroeder) Cheftrainerin: Maren Meinert | Stenia Michel - Caroline Abbé, Sandra Betschart, Barbara Beutler (75. Sandy Maendly), Isabelle Kaufmann (28. Flavia Schwarz), Francesca Stillhard - Isabelle Meyer, Martina Moser , Simone Zahno (59. Vanessa Bernauer) - Ramona Bachmann, Vanessa Bürki Cheftrainer: Claudio Taddei | Schweiz |
| Deutschland                                                              | 1:0 Fatmire Bajramaj (4.) 2:0 Simone Laudehr (21.) 3:0 Célia Okoyino da Mbabi (45.) 4:0 Fatmire Bajramaj (62., Elfmeter) 5:0 Nadine Kessler (85.) 6:0 Anna Blaesse (89.) | | Schweiz |
| Deutschland                                                              | Carolin Schiewe (43., 2.), Monique Kerschowski (51., 2.) | Sandy Maendly (76.) | Schweiz |
| Deutschland                                                              | Sandy Maendly (82.) | | Schweiz |
| 24. August 2006 um 14:00 Uhr (MEZ) in St. Petersburg (Petrowski-Stadion) | | |         |
| Zuschauer: 300                                                           | | |         |
| Schiedsrichterin: Dianne Ferreira-James ( Guyana)                        | | |         |

## Mexiko – Nordkorea 0:4 (0:3)
| Mexiko                                                        | Mexiko | Nordkorea | Nordkorea |
| ------------------------------------------------------------- | --- | --- | --------- |
| Mexiko                                                        | \| 24. August 2006 um 14:00 Uhr (MEZ) in Moskau (Dynamo-Stadion) \| \| Zuschauer: 500 \| \| Schiedsrichterin: Natalja Awdontschenko ( Russland) \| | \| 24. August 2006 um 14:00 Uhr (MEZ) in Moskau (Dynamo-Stadion) \| \| Zuschauer: 500 \| \| Schiedsrichterin: Natalja Awdontschenko ( Russland) \|                                                                                       | Nordkorea |
| Mexiko                                                        | Erika Vanegas - Maria de Lourdes Gordillo , Isabel Valdez, Norma Mendez, Janelly Farias - Christine Nieva (46. Leticia Villalpando), Tania Morales, Areli Martinez - Monica Ocampo, Charlyn Corral (55. Janet Mendez), Jackie Acevedo (69. Nancy Gandarilla) Cheftrainer: Leonardo Cuellar | Jon Myong Hui - Ri Song Sim, Hong Myong Gum , Ri Un-hyang, Ri Jin Ok - Kim Ok Sim (34. O Kum Hui), Kim Song Hui, Kim Chun Hui, Kim Kyong Hwa (51. Ri Jin Hui), Kim Hyang Mi - Kil Son Hui (66. Jong Pok Hui) Cheftrainer: Choe Kwang Sok | Nordkorea |
| Mexiko                                                        | 0:1 Kim Hyang Mi (33.) 0:2 Kim Kyong Hwa (35.) 0:3 Kil Son Hui (42.) 0:4 O Kum Hui (59.) | | Nordkorea |
| Mexiko                                                        | Norma Mendez (19.) | Ri Song Sim (31.) | Nordkorea |
| 24. August 2006 um 14:00 Uhr (MEZ) in Moskau (Dynamo-Stadion) | | |           |
| Zuschauer: 500                                                | | |           |
| Schiedsrichterin: Natalja Awdontschenko ( Russland)           | | |           |